# دقيق الذرة

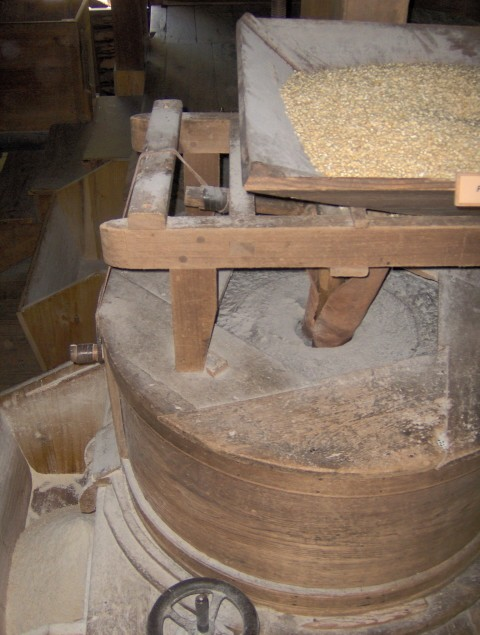
آلة لطحن الذرة وتحويلها إلى دقيق الذرة ومن ثُم يتم تجميعها في دلو

دقيق الذرة ناتج عن طحن حبوب الذرة، متوسطة أو خشنة أو ناعمة مثل دقيق القمح.، فهو عبارة عن وجبة (دقيق خشن) مطحون من الـذرة المجففة. يُعد غذاءاً أساسياً شائعاً، حيث يتم طحنـه للحصول على درجات مختلفة: خشن ومتوسط وناعم، ولكن ليس ناعمًا مثل دقيق القمح. في المكسيك، يشار إلى دقيق الذرة المطحون ناعماً جداً بدقيق الذرة. وعندما يتم صنع دقيق الذرة الناعم، من الذرة التي تم نقعها في محلول قلوي، مثل ماء الجير عبر تقنية معينة، يُطلق عليه دقيق الماسة، والذي يستخدم في صنع آريبا، تامال وخبز الترتية. وفي إيطاليا، يُطلق على دقيق الذرة المسلوق: اسم عصيدة دقيق الذرة، والذى يُعد أيضًا طبق تقليدي وبديل للخبز في رومانيا.